# Pandroso
Pandroso (in greco antico: Πάνδροσος?, Pàndrosos) è un personaggio della mitologia greca, figlia di Cecrope e Aglauro. 
Pandroso fu venerata nella città di Atene come la dea della rugiada e come la prima donna ad aver filato; il suo santuario, il Pandroseion, era collocato sull'acropoli.

## Mitologia
Atena affidò alle tre sorelle il piccolo Erittonio che aveva una coda di serpente al posto della gambe. Le due sorelle di Pandroso vedendolo impazziscono e si suicidano gettandosi giù dall'Acropoli o, secondo Igino, nel mare.
Solo Pandroso sopravvive e lo cresce dall'infanzia fino alla sua definitiva trasformazione in serpente. Successivamente Erittonio, si ritira a vivere in una grotta, nella quale viene ucciso da Poseidone che lo assimila divenendo Poseidone-Eretteo.